# برایان ملیسا
برایان ملیسا (انگلیسی: Bryan Mélisse؛ زادهٔ ۲۵ مارس ۱۹۸۹) بازیکن فوتبال اهل فرانسه است.
از باشگاه‌هایی که در آن بازی کرده‌است می‌توان به باشگاه فوتبال سدان و باشگاه فوتبال اف۹۱ دودلانژ اشاره کرد.